# جيمي ويلز
جيمي دونال ويلز (ولد في 7 أغسطس 1966) (بالإنجليزية: Jimmy Donal Wales)‏ ويلقب «جيمبو» هو رجل أعمال أمريكي مبادر على الإنترنت وشريك في إنشاء ويكيبيديا. ولد ويلز في هونتسفيل، ولاية ألاباما في الولايات المتحدة. وتلقى تعليمه في مدرسة خاصة صغيرة، ثم حصل على البكالوريوس والماجستير في التمويل. وبينما كان في الدراسات العليا بالجامعة، قام بالتدريس في جامعتين. حصل ويلز لاحقاً على وظيفة في التمويل، وعمل كمدير للأبحاث في شركة للبيع الآجل والمضاربة في شيكاغو لعدة سنوات. وفي عام 1996، قام مع شريكين بتأسيس بوميس، البوابة الإلكترونية الإباحية؛ بوميس، كملجأ ضريبي.
قام باستضافة وتمويل موسوعة نوبيديا (2000 – 2003) وكذلك لاحقتها ويكيبيديا. وفي 2001، بالتشارك مع لاري سانجر وغيره، ساعد ويلز على إطلاق ويكيبيديا، موسوعة المحتوى المفتوح المجانية التي تمتعت بنمو وشعبية فائقتان. ومع نمو أهمية ويكيبيديا، أصبح ويلز المروج للمشروع والمتحدث باسمه. ويـُذكر ويلز تاريخياً بأنه أحد مؤسسي ويكيبيديا وليس المؤسس الوحيد. يجلس ويلز في مجلس أمناء مؤسسة ويكيميديا، المؤسسة الخيرية غير الربحية التي تدير ويكيبيديا. ويشغل منصب «مؤسس المجتمع» الذي أقره مجلس الأمناء. وفي عام 2004، شارك في تأسيس ويكيا، ذات الملكية الخاصة، وهي خدمة استضافة على الانترنت، وكان ذلك بالتشارك مع زميلته في أمانة ويكيميديا أنجلا بيزلي. تزوج ويلز مرتين وله ابنة من كريستين؛ زوجته الثانية التي انفصل عنها. ويصف نفسه بأنه Objectivist «موضوعي» وتحرري "libertarian". دوره في تأسيس ويكيبيديا، التي أصبحت أكبر موسوعة على الإنترنت في العالم، دفعت مجلة تايم لتختاره في قائمتها لأكثر الأشخاص تأثيراً في العالم لعام 2006. وهو أحد المساهمين الرئيسيين في إدارة منظمة القادة العالميون الشباب.

## مسيرته
في منتصف 1991 بدأ مشروع بوابة بحث للموسيقى أسماه بوميس، لبيع منتجات أصلية وفرع لبيع منتجات جنسية. ويلز لم يعد مديرًا لبوميس. في مارس 2000 أسس موسوعة نوبيديا («الموسوعة الحرة»)، (مشروع عديم التكلفة عالي الفائدة والإيراد) وعين لاري سانجر ليكون رئيس تحريرها. لم يقدم رسالة الدكتوراه، أصبح تاجرًا للبضائع في شيكاغو وفي سنوات قليلة؛ أصبح مستقلًا وآمنا ماليًا. ويلز معجب بالفلسفة الموضوعية.

## وصلات خارجية
- مقابلة مع مؤسس ويكيبيديا جيمي ويلز على قناة الجزيرة على يوتيوب
- صفحة مستخدم جيمي ويلز على ويكيبيديا العربية
- صفحة مستخدم جيمي ويلز على ويكيا
- جيمي ويلز على موقع IMDb (الإنجليزية)
- جيمي ويلز على موقع الموسوعة البريطانية (الإنجليزية)
- جيمي ويلز على موقع روتن توميتوز (الإنجليزية)
- جيمي ويلز على موقع مونزينجر (الألمانية)
- جيمي ويلز على موقع ألو سيني (الفرنسية)
- جيمي ويلز على موقع أول موفي (الإنجليزية)
- جيمي ويلز على موقع إن إن دي بي (الإنجليزية)
- جيمي ويلز على موقع قاعدة بيانات الفيلم (الإنجليزية)
- جيمي ويلز على موقع كينوبويسك (الروسية)